# محمد صدام
محمد صدام (3 أكتوبر 1995 - ) هو لاعب كريكت بنغلاديشي.

## وصلات خارجية
- محمد صدام على موقع إي آس بي آن كريك إنفو (الإنجليزية)